# Sojuz MS-20
Sojuz MS-20 (ryska: Союз МС-20) var en flygning i det ryska rymdprogrammet, till Internationella rymdstationen (ISS). Farkosten sköts upp med en Sojuz-2.1a-raket, från kosmodromen i Bajkonur, den 8 december 2021. Några timmar efter uppskjutningen dockade farkosten med rymdstationen.
Flygningen transporterade farkostens befälhavare Aleksandr Misurkin och den japanske miljardären Yusaku Maezawa och hans assistent Yozo Hirano till och från rymdstationen, för en tolv dagar lång vistelse ombord på rymdstationen.
Den 19 december 2021 lämnade farkosten rymdstationen. Några timmar senare återinträdde den i jordens atmosfär och landade i Kazakstan.

## Besättning
| Befälhavare    | Aleksandr Misurkin, RSA Hans tredje rymdfärd |
| Flygingenjör 1 | Yusaku Maezawa Hans första rymdfärd          |
| Flygingenjör 2 | Yozo Hirano Hans första rymdfärd             |

## Reservbesättning
| Befälhavare    | Aleksandr Skvortsov, RSA |
| Flygingenjör 1 |                          |
| Flygingenjör 2 | Shun Ogiso               |